# Aretí Ketimé
Aretí Ketimé (en grec moderne : Αρετή Κετιμέ), née le 26 juillet 1989 à Athènes, est une chanteuse et joueuse de santouri (cymbalum) originaire de Grèce. Elle interprète un éventail large de musique grecque traditionnelle.
Aretí grandit dans une famille d'origine grecque pontique vivant à Missolonghi, où elle se lie étroitement à la musique traditionnelle qu'elle commence à pratiquer à l'âge de 6 ans à l'école de santouri d'Aristídis Móschos. En 1999, 2000 et 2003 elle participe au Festival de Symi et y joue du santouri. En 2002, elle rencontre le musicien réputé Georges Dalaras et apparait en duo avec lui à plusieurs concerts. Aretí participe également à l'album de Dalaras « Από Καρδιάς » (Apo kardias, en grec : Du fond du cœur) en chantant la chanson folklorique « Μαραίνομ' ο καημένος » (Marainom' o kayménos, en grec : Je dépéris).
En 2003, elle participe à un festival consacré à l'Asie Mineure avec Dalaras, la chanteuse Glykeria, et l'orchestre Estudiantina (el) de Néa Ionía sur la scène de l'Odéon d'Hérode Atticus d'Athènes. Dalaras produit le premier CD d'Aretí : « Tο τραγούδι της Αρετής » (To Tragoúdi tis Aretís, en grec : Chansons d'Aretí, ou Chansons de la vertu, car en grec le prénom Aretí signifie vertu). Ce premier album de 4 titres parait sous le label Parlophone (MINOS/EMI). Ketimé, s'accompagnant elle-même au santouri, joue à la cérémonie d'ouverture des Jeux olympiques d'Athènes de 2004. Elle y chante la chanson « Μες' του Αιγαίου τα νησιά » (Mes' tou Aigaiou Ta Nisiá, en grec : Au milieu des îles de l'Égée).
Ketimé devient professionnelle en 2005 et commence à jouer avec son propre groupe de musiciens. Elle apparait dans de nombreux concerts sur le thème de la musique traditionnelle grecque.
Dans un registre plus moderne, Aretí a chanté avec Yórgos Alkéos avec la chanson « Άμα δε σε δω » (Àma de se do, en grec : Si je ne te vois pas). 

## Discographie
Albums
- 2003 - Tο τραγούδι της Αρετής, MINOS-EMI ('Chansons d'Aretí')
- 2009 - Με τη φωνή της Αρετής, LEGEND ('Avec la voix d’Aretí')
- 2010 - Καλή σου τύχη, LEGEND ('Bonne chance')

Participations
- 2002 - Από καρδιάς - Ζωντανή ηχογράφηση στον Ζυγό, MINOS-EMI ('Du fond du cœur' - 'Enregistrement live à Zygo')
- 2006 - Γαλάζιο φόρεμα, HEAVEN ('Robe bleue')
- 2006 - Δάκρυ στο γυαλί, MINOS-EMI
- 2006 - Σπάει το ρόδι, UNIVERSAL
- 2008 - Δημήτρης Καρράς - Ντέμο, Shift Records ('Dimitris Karras' - 'Démo')

DVD
- 2004 - Αφιέρωμα στη Μικρά Ασία, MINOS-EMI ('Hommage à l'Asie Mineure')